# Acrocercops siphonaula
Acrocercops siphonaula är en fjärilsart som beskrevs av Edward Meyrick 1931. Acrocercops siphonaula ingår i släktet Acrocercops och familjen styltmalar.
Artens utbredningsområde är Sierra Leone. Inga underarter finns listade i Catalogue of Life.